# Albert Tyler
Pour les articles homonymes, voir Tyler.
Albert Clinton Tyler (né le 4 janvier 1872 à Glendale dans l'Ohio et mort le 25 juillet 1945 à East Harpswell dans le Maine) est un athlète américain. Il a participé au concours de saut à la perche des Jeux olympiques de 1896 à Athènes. Il a fini second avec une hauteur de 3,20 m, derrière William Hoyt, avec 3,30 m.

## Biographie
Athlète, joueur de football et de baseball, il est resté principalement connu comme perchiste. Il devient par la suite professeur de mathématiques et arbitre de football réputé. Il décède d'une pneumonie lors d'un séjour dans le Maine.
Son cousin Francis Lane a concouru aux Jeux sur 100 m.

## Palmarès

### Jeux olympiques
- Jeux olympiques de 1896 à Athènes
  -  Médaille d'argent au saut à la perche

## Records
| Épreuve          | Performance | Lieu      | Date |
| ---------------- | ----------- | --------- | ---- |
| Saut à la perche | 3,30 m      | Princeton | 1897 |